# Kohlensäurediethylester
Kohlensäurediethylester (auch Diatol oder Diethylcarbonat) ist eine organisch-chemische Verbindung. Bei Raumtemperatur liegt sie in Form einer klaren, etherisch riechenden Flüssigkeit vor.

## Darstellung und Gewinnung
Die Herstellung erfolgt durch die Umsetzung von Phosgen mit Ethanol. Ein neueres Verfahren geht vom Harnstoff aus, wobei die Reaktion mit Ethanol bei 180 °C über Yttriumkatalysatoren erfolgt.

## Eigenschaften

### Physikalische Eigenschaften
Kohlensäurediethylester ist eine farblose und niedrigviskose Flüssigkeit, die bei Normaldruck bei 126 °C siedet. Die Dampfdruckfunktion ergibt sich nach Antoine entsprechend log10(P) = A−(B/(T+C)) (P in bar, T in K) mit A = 4,77616, B = 1721,904 und C = −37,959 im Temperaturbereich von 263 bis 399 K. Die kritische Temperatur liegt bei 296 °C, der Kritische Druck bei 34,6 bar. Die Wärmekapazität beträgt bei 21 °C 210,9 J·mol−1·K−1 bzw. 1,78 J·g−1·K−1.

### Chemische Eigenschaften
Bei höheren Temperaturen zerfällt Kohlensäurediethylester zu Kohlendioxid, Ethanol und Ethen. Die Zersetzungsreaktion verläuft nach einem Zeitgesetz erster Ordnung. Mit einer Aktivierungsenergie von 195 kJ·mol−1 und einem Arrheniusfaktor von 1,15·1013 s−1 ergeben die Halbwertszeiten der Zersetzung bei 270 °C mit 95 h, bei 310 °C mit 5 h und bei 360 °C mit 23 min.

### Sicherheitstechnische Kenngrößen
Kohlensäurediethylester bildet entzündliche Dampf-Luft-Gemische. Die Verbindung hat einen Flammpunkt unterhalb von 25 °C. Der Explosionsbereich liegt zwischen 1,4 Vol.‑% (69 g/m3) als untere Explosionsgrenze (UEG) und 11,7 Vol.‑% (570 g/m3) als obere Explosionsgrenze (OEG). Die Grenzspaltweite wurde mit 0,83 mm bestimmt. Es resultiert damit eine Zuordnung in die Explosionsgruppe IIB. Die Zündtemperatur beträgt 445 °C. Der Stoff fällt somit in die Temperaturklasse T2.

## Verwendung
Kohlensäurediethylester wird als Lösungsmittel für Cellulosenitrat und -ether, Kunst- und Naturharze eingesetzt. Außerdem findet es Verwendung bei organischen Synthesen, zum Beispiel bei der Carboethoxylierung, sowie bei Synthesen von Heterocyclen.
Ferner entsteht es bei der „Entschärfung“ von Phosgen. Dieses entsteht bei der Zersetzung von Chloroform unter Sauerstoffzufuhr und Lichteinfluss neben Salzsäure. Durch den Zusatz von Ethanol kann das Chloroform „phosgensicher“ gemacht werden, denn mit dem Alkohol reagiert das Phosgen sofort zu unschädlichem Kohlensäurediethylester.
Die Verbindung ist auch ein Bestandteil von Elektrolytlösungen für Lithiumbatterien.